# Brendan Gallagher
Brendan Gallagher (Edmonton, 6 maggio 1992) è un hockeista su ghiaccio canadese.

## Palmarès

### Mondiali
- 1 medaglia:
  - 1 oro (Russia 2016)